# Metriocnemus virgatus
Metriocnemus virgatus är en tvåvingeart som beskrevs av James E. Sublette och Sasa 1994. Metriocnemus virgatus ingår i släktet Metriocnemus och familjen fjädermyggor.
Artens utbredningsområde är Guatemala. Inga underarter finns listade i Catalogue of Life.